# Над Канадой
Над Канадой, над Канадой

Солнце низкое садится.

Мне уснуть давно бы надо, — 

Отчего же мне не спится?

Над Канадой небо сине,

Меж берёз дожди косые…

Хоть похоже на Россию,

Только всё же — не Россия.

…
«Над Канадой» — одна из наиболее популярных песен Александра Городницкого, написанная в начале апреля 1963 года во время захода парусника «Крузенштерн», на котором Городницкий тогда ходил, в канадский порт Галифакс. Как писал сам автор:

На заснеженном холмистом берегу стояли столь милые нашим стосковавшимся глазам берёзовые рощи, сменявшиеся сосняком. Пейзаж настолько напоминал родное Подмосковье, что у всех защемило сердце.

Как рассказывали Городницкому, песня пользуется популярностью в среде русской эмиграции в Канаде; в 1976 году во время захода в Новую Зеландию он слышал записанную на пластинку песню Sunset at Canada («Заход солнца в Канаде»), английский текст которой был точным переводом его песни.
В СССР судьба песни складывалась по-другому: так, по словам Городницкого, в начале 1970-х годов главный редактор одного из толстых журналов снял её из набора как «явно эмигрантскую».
Название «Над Канадой» получил 3-й диск серии из 10 CD песен Городницкого, выпущенных в 2001 году, в который вошли песни 1963—1965 годов.
Под девизом «Над Канадой небо сине» проходят фестивали авторской песни в Канаде.

## Пародии
На песню «Над Канадой» другими авторами написано множество пародий.
Когда Городницкий после возвращения из очередного плавания рассказал Нонне Слепаковой историю о ложной тревоге по поводу радиоактивного заражения («Крузенштерн» тогда находился вблизи места гибели американской ядерной подводной лодки «Трейшер»), та тут же написала пародию, которая заканчивалась строчками:

…Хоть похож я на мужчину,

Только всё же — не мужчина…
В 1969 году, в период советско-китайского конфликта, Александр Раскин написал такую пародию (Городницкий нередко исполняет её на своих концертах):

Над Пекином небо сине,

Меж трибун вожди косые.

Хоть похоже на Россию —

Слава Богу — не Россия.
Ещё одна пародия — «Над Синаем» Евгения Финкеля.